# Synovitis
A synovitis orvosi szakkifejezés az ízületi hártya gyulladására. Ez a hártya béleli ki az ízületeket, amelyek üregekkel, úgynevezett synovialis ízületekkel rendelkeznek. A gyulladás általában fájdalmas, különösen az ízület mozgatásakor. Az ízület általában megduzzad az ízületi folyadék felgyülemlése miatt.
A synovitis az ízületi gyulladással, valamint a lupusszal, köszvénnyel és más betegségekkel együtt fordulhat elő. A synovitis gyakrabban fordul elő reumatoid artritisz esetén, összevetve az artritisz más formáival, és így megkülönböztető tényezőként szolgálhat, bár számos ízületi porckopás (osteoarthritis) által érintett ízületben is jelen van.
Reumatoid artritisz esetén az ízületi hártyában található, fibroblaszt-szerű szinoviociták (FLS) aktív és kiemelkedő szerepet játszanak a gyulladás kialakulásában.
Az ízületi hártya hosszú távú gyulladása az ízület degenerációját eredményezheti.

## Tünetek
A synovitis ízületi érzékenységet vagy fájdalmat, duzzanatot és kemény csomókat, úgynevezett gócokat okoz. Ha reumatoid artritiszhez társul, a duzzanat az érzékenységnél jobb indikáció.

## Diagnózis
A reumatológus a beteg fájdalmának okát úgy igyekszik diagnosztizálni, hogy először meghatározza, hogy a fájdalom magában az ízületben van-e (valódi synovitis), vagy pedig a fájdalmat valójában az inak gyulladása okozza (tendonitis). A biztos diagnózis felállításához gyakran MRI-re vagy mozgásszervi ultrahangra van szükség.

## Kezelés
A synovitis tünetei kezelhetőek például nem-szteroid gyulladáscsökkentő gyógyszerekkel. Szteroidok injekciózására is sor kerülhet, közvetlenül az érintett ízületbe. A választott kezelés a synovitis kiváltó okától függ.

## Fordítás
- Ez a szócikk részben vagy egészben  a   Synovitis című angol Wikipédia-szócikk fordításán alapul.  Az eredeti cikk szerkesztőit annak laptörténete sorolja fel. Ez a jelzés csupán a megfogalmazás eredetét és a szerzői jogokat jelzi, nem szolgál a cikkben szereplő információk forrásmegjelöléseként.